# Venom Games
Venom Games fue una desarrolladora que fue comprada en el 2004 por Take-Two Interactive pero que cerró sus puertas en el 2008. Hizo juegos como Rocky Legends, por ejemplo.

## Historia
Venom Games fue fundada en enero de 2003 en Newcastle tras la desaparición de Rage Software por los miembros del equipo de desarrollo responsable de Rocky. Take-Two adquiere la adquiere en septiembre de 2004 por un $ 1.295m. La empresa cerró en julio de 2008